# Satodad-Vavdi
Satodad-Vavdi o Satodar Vaori o Satodar-Waori i altres variants del nom (r > d, v > w, v > o) fou un estat tributari protegit de l'agència de Kathiawar, prant de Halar, presidència de Bombai, format per 4 pobles amb 4 tributaris propietaris. La superfície era de 34 km² i la població el 1881 de 2.447 habitants. Els ingressos s'estimaven en 1200 lliures i pagava un tribut de 146 lliures al gvern britànic i de 462 rupies al nawab de Junagarh.